# 黒河道
黒河道（こくか-どう）は中華民国北京政府により設置された黒竜江省の道。

## 沿革
1914年（民国3年）5月に設置。道尹は璦琿県に置かれ、下部に璦琿、呼瑪、蘿北の3県及び漠河設治局した。1916年（民国5年）5月に烏雲設治局、1917年（民国6年）4月に綏東設治局、1927年（民国16年）9月に仏山設治局が新設された。1929年（民国18年）2月に廃止されている。

## 行政区画
廃止直前の下部行政区画は下記の通り。（50音順）
- 県
  - 璦琿県
  - 呼瑪県
  - 蘿北県
- 設治局
  - 烏雲設治局
  - 綏東設治局
  - 漠河設治局
  - 仏山設治局